# چایناتاون (شهرستان مونو کالیفرنیا)
چایناتاون (به انگلیسی: Chinatown) یک منطقهٔ مسکونی در ایالات متحده آمریکا است که در شهرستان مونو، کالیفرنیا واقع شده‌است. چایناتاون ۲٬۵۶۲ متر بالاتر از سطح دریا واقع شده‌است.